# Erik King
Erik King (Washington D. C., 21 de abril de 1969) es un actor estadounidense de cine y televisión.
Sus papeles más destacados han sido en series de televisión como Dexter, del canal Showtime; y Oz, de HBO.
King ha tenido papeles secundarios en éxitos de taquilla como La búsqueda o Desperate Measures. También ha trabajado en algunos episodios de series como Malcolm In The Middle, Charmed o CSI: Miami entre otras.
Asistió a la Universidad Morehouse, donde ganó una excelencia universitaria (varsity letter) en atletismo, y se graduó con summa cum laude.
Actualmente es el portavoz de la nueva línea de neumáticos Michelin HydroEdge®.

## Filmografía
- Dexter — James Doakes
- Ice Princess (2005) — Chip Healey
- National Treasure (2004) — Agente Colfax
- The Division
- Malcolm in the Middle — Agente Stone
- Charmed — Dex (1 episodio, 2003)
- The Twilight Zone — Lenny
- CSI: Miami — Detective Fenwick
- Touched by an Angel — Kevin Carter
- The District — Travis Haywood
- Oz — Moses Deyell
- Things You Can Tell Just by Looking at Her (2000) — Policía
- Shake, Rattle and Roll: An American Love Story (1999)
- Atomic Train (1999) — Beau Randall
- True Crime (1999) — Pussy Man/Santa Claus
- Any Day Now — Reggie Rhodes
- An Alan Smithee Film: Burn Hollywood Burn (1998) — Wayne Jackson
- Desperate Measures (1998) — Nate Oliver
- JAG — Capt. Henry Banes
- NYPD Blue — Billy Stubbs
- Kindred: The Embraced (1996) — Sonny Toussaint
- Diagnosis Murder — Tommy Brackett
- The Invaders (1995)
- Matlock — Ron Jaffe
- The Watcher
- M.A.N.T.I.S. — Justin Battle
- Missing Persons (1993) — Bobby Davison
- Joey Breaker (1993) — Hip Hop Hank
- The Pickle (1993) — Hombre con cerveza
- Queen: The Story of an American Family (1993)
- The Round Table (1992) — Wade Carter
- Stay Tuned (1992) — Pierce
- Golden Years (1991) — Burton
- Cadillac Man (1990) — Davey
- Law & Order — Dorian Ford
- Sunset Beat (1990) — Tucson Smith
- Casualties of War (1989) — Cabo Brown
- A Man Called Hawk — Street Brother
- Babycakes (1989) (TV)
- Prettykill (1987) — Sullivan
- Street Smart (1987) — Reggie
- Kennedy (1983) — Joven negro